# 4GL
Un fourth-generation programming language (in acronimo 4GL in italiano linguaggio di programmazione di quarta generazione) in informatica indica un linguaggio di programmazione caratterizzato da sintassi semplice e specificità di applicazione.

## Caratteristiche
Il vantaggio dei linguaggi specializzati è il paradigma ricco di semantica, il quale permette di esprimere facilmente e talvolta elegantemente concetti altrimenti astrusi. Lo svantaggio consiste nella difficoltà di esprimere concetti al di fuori dello specifico campo di applicazione. È da notare che i linguaggi formali 4GL sono comunque turing-completi in quanto riescono a rappresentare la macchina di Turing. Questi linguaggi sono quindi equivalenti (e, in particolare, sono equivalenti al linguaggio formale matematico). I linguaggi 4GL, quindi, non possono abilitare l'espressione di nuovi concetti, ma ne possono agevolare (o complicare) enormemente la stesura.
Esempi potrebbero essere i linguaggi SQL o la sintassi LinQ: sintassi semplice, specializzati nella definizione DDL e/o manipolazione DML di dati relazionali e/o a oggetti, ma inadatti alla specificazione di algoritmi procedurali con campo di applicazione generico.

## Alcuni linguaggi 4GL
- Di uso generale
  - DataFlex
  - Forté 4GL
  - PowerBuilder
  - SheerPower4GL
  - SQLWindows/Team Developer
  - WinDev
  - Up ! 5GL
  - Visual DataFlex
  - Discovery Machine Modeler
- Gestione di database
  - FOCUS
  - Genero
  - SB+/SystemBuilder
  - Informix-4GL
  - NATURAL
  - Progress 4GL
  - SQL
  - RPG-IV
- Generatori di Report
  - BuildProfessional
  - GEMBase
  - IDL-PV/WAVE
  - LINC
  - Metafont
  - NATURAL
  - Oracle Reports
  - PostScript
  - Progress 4GL
  - Quest
  - Report Builder
- Manipolazione ed analisi di dati
  - Ab Initio
  - ABAP
  - Aubit-4GL
  - Audit Command Language
  - Clarion Programming Language
  - CorVision
  - Culprit
  - ADS/Online (più elaborazione delle transazioni)
  - DASL
  - FOCUS
  - GraphTalk
  - IDL
  - IGOR Pro
  - Informix-4GL
  - LANSA
  - LabVIEW
  - MAPPER (Unisys/Sperry) ora parte di BIS
  - MARK-IV (Sterling/Informatics) ora VISION:BUILDER di CA
  - Mathematica
  - MATLAB
  - NATURAL
  - Nomad
  - PL/SQL
  - Progress 4GL
  - PROIV
  - R
  - Ramis
  - S
  - SAS
  - SPSS
  - Stata
  - Synon
  - XBase++
- linguaggi di Data-stream
  - APE
  - AVS
  - Iris Explorer
- Database GUI
  - Genexus
  - SB+/SystemBuilder
  - Progress Dynamics
  - UNIFACE
- Immagini
  - FOURGEN CASE Tools for Rapid Application Development by Gillani
  - SB+/SystemBuilder
  - Oracle Forms
  - Progress 4GL ProVision
  - Unify Accell
- Per creare GUI
  - 4th Dimension
  - eDeveloper
  - MATLAB's GUIDE
  - Omnis Studio
  - OpenROAD
  - Progress 4GL AppBuilder
  - Revolution programming language
  - Sculptor 4GL
- Web
  - ColdFusion
  - CSS